# Teinopodagrion temporale
Teinopodagrion temporale – gatunek ważki z rodziny Megapodagrionidae. Występuje w północno-zachodniej części Ameryki Południowej; jak dotąd stwierdzony jedynie na wschodnich zboczach i u podnóża Kordyliery Środkowej w Kolumbii.